# Kamienica Pod św. Janem Kapistranem w Krakowie
Kamienica Pod św. Janem Kapistranem także Książęca lub Podparta – zabytkowy budynek znajdujący się w Krakowie, w dzielnicy I przy Rynku Głównym 26, na rogu z ul. Wiślną 2, na Starym Mieście.
Najstarszych, gotyckich, detali budynku, można doszukać się w jego piwnicach. 
Kamienica nazywana też bywa Książęcą gdyż w XIV wieku była własnością książąt mazowieckich. Nazwa Podparta wzięła się od narożnej przypory. Zaś nazwa Pod św. Janem Kapistranem wzięła się stąd, że podobno Jan Kapistran mieszkał tutaj podczas pobytu w Krakowie w latach 1453-1454. Pobyt ten upamiętnia posąg z II poł. XVIII wieku wyobrażający świętego, a znajdujący się na wysokości pierwszego piętra, na rogu kamienicy.

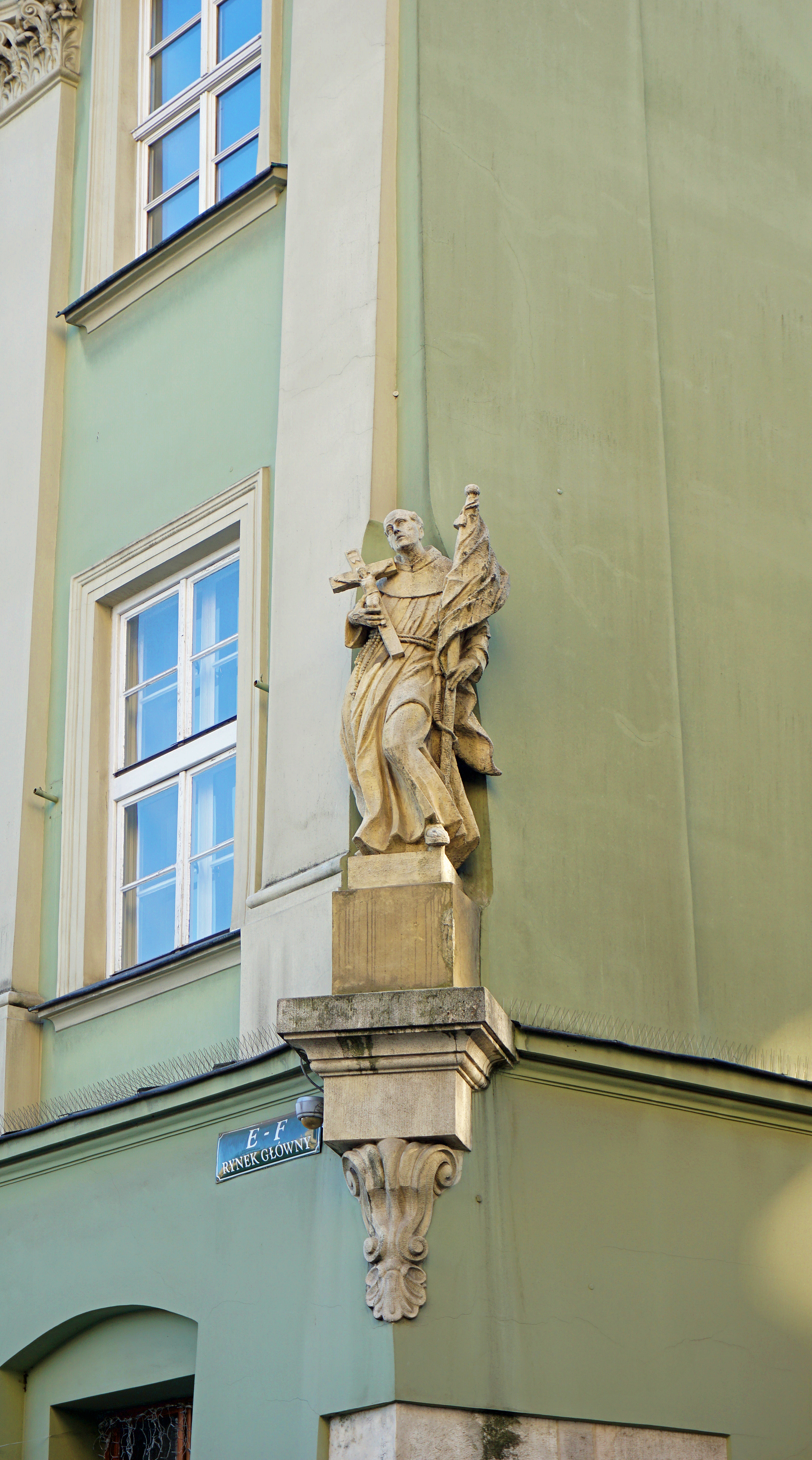
Figura Jana Kapistrana na narożu kamienicy

W 1494 roku kamienica gościła posłów tureckich udających się do króla Jana I Olbrachta. W tym narożniku Rynku obozowało wtedy kilkadziesiąt koni i 16 wielbłądów. Innym, bardzo znanym mieszkańcem kamienicy był, jak głosi legenda, słynny czarnoksiężnik, mistrz Twardowski. Podobno mieszkał w tym domu w XVI wieku.
Obecnie w budynku znajdują się biura, mieszkania, restauracja i Hotel Imperial.
21 października 1932 kamienica została wpisana do rejestru zabytków. Znajduje się także w gminnej ewidencji zabytków.